# Phylocentropus lucidus
Phylocentropus lucidus là một loài Trichoptera trong họ Dipseudopsidae. Chúng phân bố ở miền Tân bắc.

## Synoniem
- Polycentropus lucidus